# گوووکا (استان وارمی-ماسوری)
گوووکا (به لاتین: Główka) یک روستا در لهستان است که در گمینا گووداپ واقع شده‌است.